# Arsenal de la Carraca

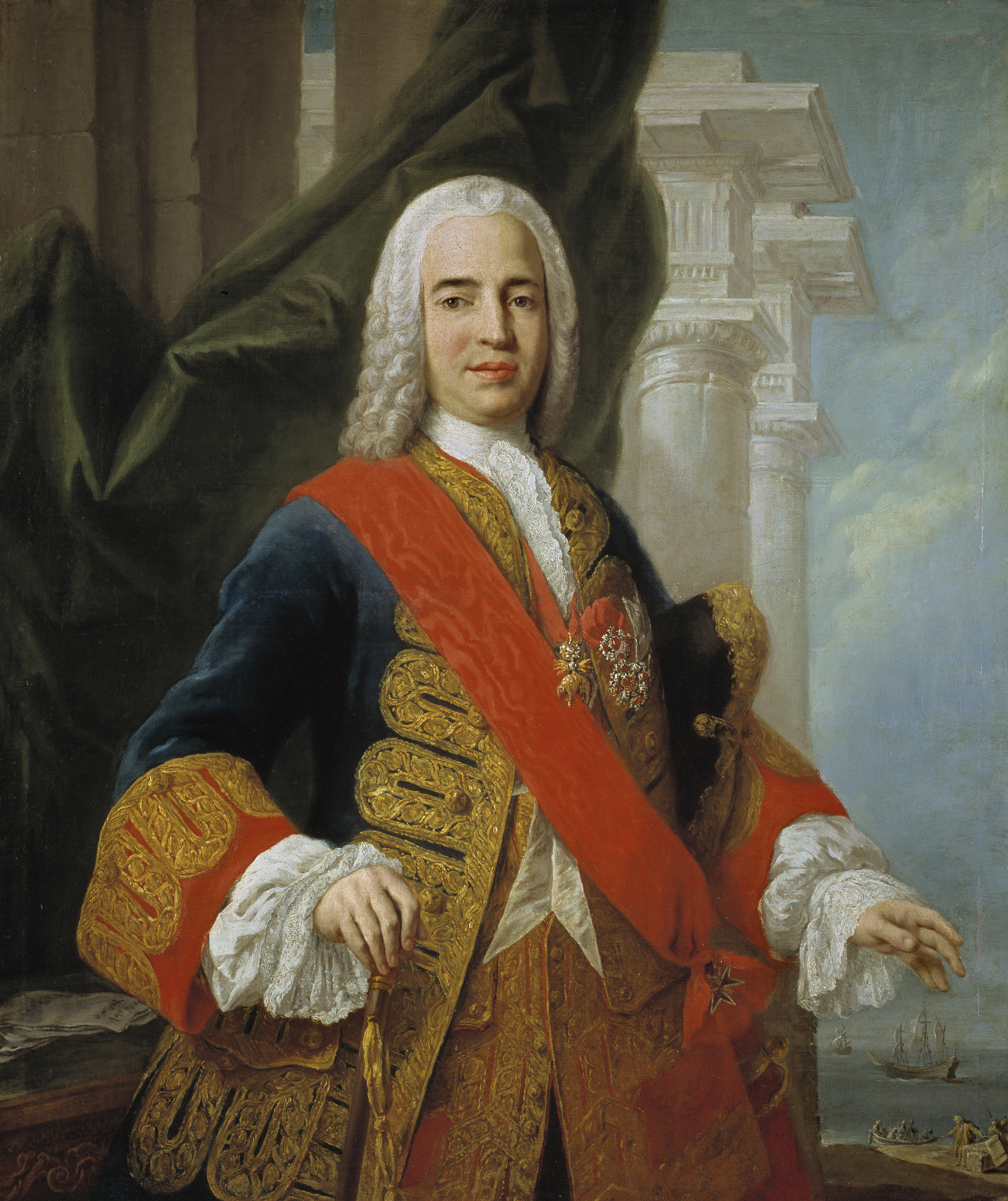
El marquès de la Ensenada.

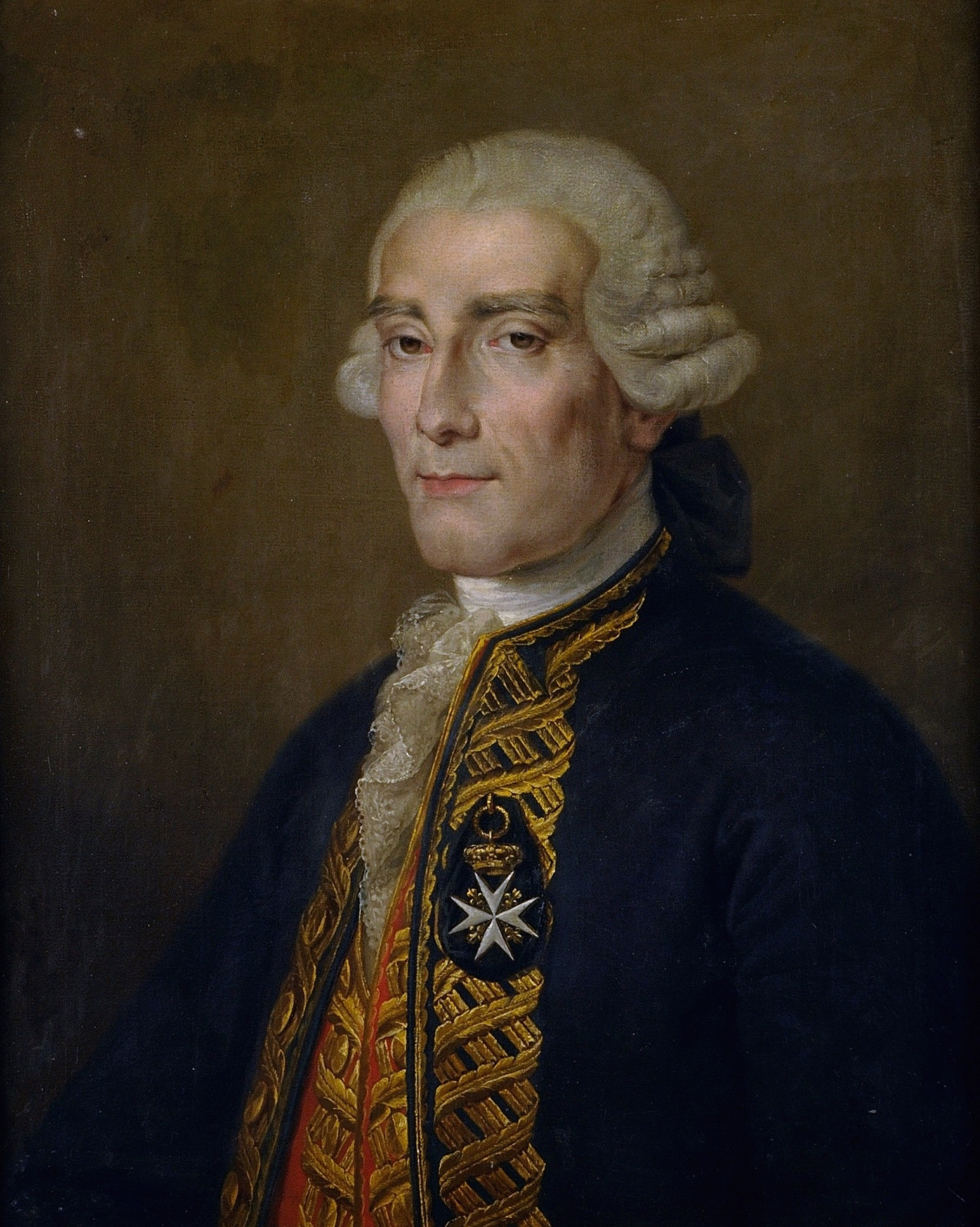
Jordi Joan i Santacília.

L'Arsenal de la Carraca és un centre militar destinat a la construcció i reparació de vaixells, i a l'emmagatzematge i distribució d'armament i munició. L'Arsenal es troba en el terme municipal de San Fernando, en la província de Cadis i va ser el primer establiment militar del seu gènere creat en Espanya a impulsos de la política naval de Felip V desenvolupada per José Patiño i el marquès de la Ensenada.

## Situació
En quedar en desús el Reial Carener per estar situat en terra ferma i ser difícil de defensar, es va buscar un lloc més estratègic que es trobés en aigües de la Badia de Cadis. Finalment es va triar un illot situat al nord de l'Illa de León i proper a Puerto Real, format al voltant d'un vell vaixell naufragat de tipus carraca (d'aquí el nom de la Carraca). Aquest illot de sòl fangós estava envoltat originalment pels caños de la Machina, de Sancti Petri, Espantatajero i de la Culebra. Aquest terreny ha sofert al llarg d'aquests segles una sèrie de transformacions fins a quedar envoltat actualment pel Caño de las Astillas, el de Sancti Petri i el de la Culebra.

## Història
Ja amb anterioritat a la creació de l'Arsenal de la Carraca existien en la Badia de Cadis diversos careners i drassanes. Del segle xvi i principis del XVII daten els careners de El Puerto de Santa María i de Puerto Real, i el Reial Carener, situat al costat del Puente Zuazo, que és antecessor de l'Arsenal de la Carraca. Ja en el segle xviii, en 1717, José Patiño estableix un altre a la zona de Puntales (Cadis), i en el qual, en 1729 i en presència de Felip V, es va botar l'navili Hercules, de 70 canons. Però fins a la creació de la Carraca no es va produir el desenvolupament total de la indústria naval en la badia gaditana.

### Seglesxviiiixix
Quan el Real Carenero entra en decadència, es proposa la creació d'una nova drassana, més propera al mar. Per a això es tria un illot fangós proper a Puerto Real i que ja era utilitzat per l'Armada des de 1655, com a punt de resguard per als vaixells que hivernaven en la badia gaditana. Durant el regnat de Felip V, sota l'impuls de Patiño, comença a pensar-se a estructurar aquest illot, fet que no es concretarà fins a temps de Ferran VI d'Espanya.
Les obres de construcció de l'Arsenal de la Carraca es van iniciar en 1752, després d'una Reial Ordre del rei Fernando VI i segons el projecte de Jordi Joan i Santacília, i anys més tard seria Antonio Valdés, ja sota els regnats de Carles III i Carles IV, qui s'encarregarà d'acabar-la. Les obres avancen amb dificultat, a causa del complicat del terreny. Després d'una breu aturada, entre 1784 i 1875 es construeixen els dics principals, en els quals es boten en els anys posteriors nombroses fragates i corbetes, com les famoses Descubierta i Atrevida, sense oblidar al submarí Peral, dissenyat per Isaac Peral, en 1888. Posteriorment es construirien el Penal de las Cuatro Torres, la Caserna de Batallons, la Fabrica de Jarcias y Lonas i el Parc d'Artilleria, i ja a la fi de segle, la Portada del Magatzem General, l'Església de la Carraca i la Porta de Terra.
Durant el setge de Cadis es van construir una sèrie de bateries defensives per protegir l'Arsenal. El 14 de juliol de 1816 va morir al Penal de las Cuatro Torres el general Francisco de Miranda, on va estar pres per participar en la independència de les colònies americanes. L'Almirall Baltasar Hidalgo de Cisneros en 1818 va ser nomenat ministre de Marina i al desembre del mateix any director general de l'Armada, amb ordre que exercís en comissió la capitania general de Cadis i s'encarregués dels preparatius de l'expedició cap a Amèrica que preparava el comte de la Bisbal. No obstant això, en 1820 va triomfar la revolta dels constitucionalistes i Cisneros va ser capturat i portat a l'arsenal de la Carraca, romanent en aquesta situació fins que el Rei va jurar la Constitució de 1812.

### Segle XX
El segle xx va començar de manera nefasta per la Carraca, en la qual el procés de decadència dels arsenals de l'Estat va influir negativament en el pas del segle xix al XX, en part a causa dels desastres de Cavite i Santiago de Cuba, durant la Guerra Hispano-estatunidenca. En la dècada de 1910 comença ja una certa revitalització amb les lleis del govern d'Antoni Maura i Montaner i amb l'assentament de la Societat Espanyola de Construcció Naval, gràcies a la Llei d'Esquadra de 1908. També, durant la dictadura militar de Primo de Rivera es va posar fi a la disputa entre la ciutat de San Fernando i la veïna Puerto Real, a favor de la primera.

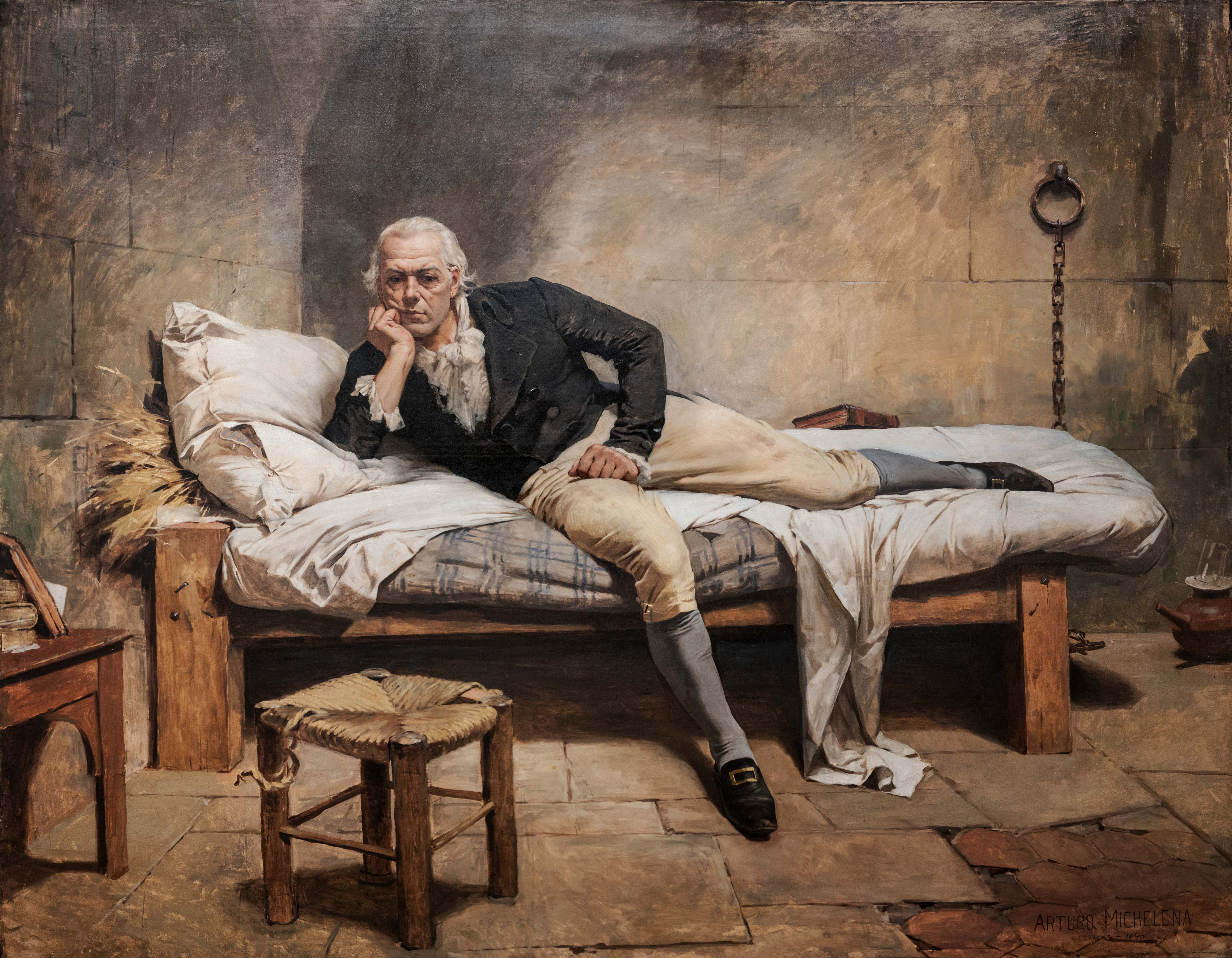
Miranda en La Carraca, quadre d'Arturo Michelena

## Construccions
L'Arsenal va ser concebut com un conjunt arquitectònic i urbanístic. Encara conserva algunes de les seves construccions més singulars, entre les destaquen l'Església de la Carraca, el Penal de las Cuatro Torres (on va estar pres i va morir el 14 de juliol de 1816 Francisco de Miranda), les bateries de San Ramón, la de San Fernando i la de Santa Rosa, els tallers de Muntures i Carenes, de Motors, els dics i els molls del vaixell-Escola Juan Sebastián Elcano.

### Bateries defensives
Durant el setge de Cadis hi havia bateries defensives:
- Bateria de San Fernando: batia el caño de Sancti Petri i Puerto Real. Estava dotada d'11 canons de 24" i 5 obusos.
- Bateria de San Ramón: setjava l'exèrcit francès amb els seus 11 canons de 24" i els seus 5 obusos.
- Bateria de Santa Rosa: batia l'istme de Puerto Real i La Carraca. Posseïa 11 canons de 24" i 5 obusos, entre altres efectius.